# Atthigere, Bangarapet
Atthigere là một làng thuộc tehsil Bangarapet, huyện Kolar, bang Karnataka, Ấn Độ.